# Lackan Saltmarsh and Kilcummin Head SAC
Lackan Saltmarsh and Kilcummin Head SAC este o arie protejată (arie specială de conservare — SAC, sit de importanță comunitară — SCI) din Irlanda întinsă pe o suprafață de 538,01 ha, integral pe uscat.

## Localizare
Centrul sitului Lackan Saltmarsh and Kilcummin Head SAC este situat la coordonatele 54°16′37″N 9°14′34″W / 54.276863°N 9.242786°V.

## Înființare
Situl Lackan Saltmarsh and Kilcummin Head SAC a fost declarat sit de importanță comunitară în iulie 1999 pentru a proteja 8 specii de animale. Situl a fost protejat și ca arie specială de conservare în mai 2018.

## Biodiversitate
Situată în ecoregiunea atlantică, aria protejată conține 5 habitate naturale: Salicornia și alte specii anuale care populează regiunile mlăștinoase și nisipoase, Pășuni atlantice udate de apa mării (Glauco-Puccinellietalia maritimae), Pășuni mediteraneene udate de apa mării (Juncetalia maritimi), Dune mobile de-a lungul țărmului cu Ammophila arenaria („dune albe”), Dune de coastă fixe cu vegetație erbacee („dune gri”).
La baza desemnării sitului se află mai multe specii protejate de  păsări (8): rață fluierătoare (Anas penelope), fugaci de țărm (Calidris alpina), prundaș gulerat mare (Charadrius hiaticula), scoicar (Haematopus ostralegus), culic mare (Numenius arquata), ploier auriu (Pluvialis apricaria), ploier argintiu (Pluvialis squatarola), nagâț (Vanellus vanellus).